# Giōrgos Nikolaou
Giōrgos Nikolaou (in greco: Γιώργος Νικολάου; 22 maggio 1982) è un ex calciatore cipriota.

## Carriera
Ha giocato 6 partite per la nazionale cipriota tra il 2004 e il 2006.